# سرفوز
سرفوز (به آلمانی: Serfaus) یک منطقهٔ مسکونی در اتریش است که در Landeck District واقع شده‌است. سرفوز ۵۹٫۶ کیلومتر مربع مساحت دارد ۱٬۴۲۹ متر بالاتر از سطح دریا واقع شده‌است.